# Demon Seed (album)
Demon Seed è il primo album della band death metal polacca Azarath, pubblicato nel 2001.

## Tracce
1. Earthly Morgue – 3:57
2. Doombringer – 3:17
3. Awaiting Eternity of Fire – 2:30
4. Heavens Light Demise – 3:34
5. Taedium Vitae – 1:22
6. Destroy Yourself – 1:38
7. Deathlike Silence – 3:57
8. Traitors – 2:43
9. Mindloss – 2:38
10. Nightskies Burial Ground – 4:34

## Formazione
- Bartłomiej Waruszewski - voce, basso
- Andrzej Zdrojewski - chitarra
- Bartłomiej Szudek - chitarra
- Inferno - batteria